# 33154 Talent
33154 Talent è un asteroide della fascia principale. Scoperto nel 1998, presenta un'orbita caratterizzata da un semiasse maggiore pari a 2,6145147 UA e da un'eccentricità di 0,0588455, inclinata di 15,71215° rispetto all'eclittica.